# Christoph Knauer
Christoph Knauer (* 13. Januar 1971 in Landsberg am Lech) ist ein deutscher Rechtsanwalt und Honorarprofessor für Wirtschaftsstrafrecht und strafrechtliche Revision an der Ludwig-Maximilians-Universität München.

## Leben
Knauer studierte von 1990 bis 1995 Rechtswissenschaften an den Universitäten in München (Ludwig-Maximilians-Universität München) und Cambridge. Nach dem Ersten Staatsexamen war er von 1995 bis 2000 als Assistent am Institut für die gesamten Strafrechtswissenschaften an der Ludwig-Maximilians-Universität München bei Claus Roxin tätig. Seitdem ist er Lehrbeauftragter im Straf- und Strafprozessrecht. 2000 wurde er promoviert. 2002 absolvierte er die Zweite Juristische Staatsprüfung. Zunächst arbeitete Knauer von 2002 bis 2005 als Leitender Lektor im Verlag C.H. Beck und wurde 2005 Leiter der Verlagsgruppe Recht der Wolters Kluwer Deutschland GmbH.
Nach seiner Zeit in der juristischen Verlagsbranche trat er 2007 als of counsel in die Kanzlei Ufer Amelung Rechtsanwälte ein. Zwischen 2008 und 2009 war er weiterhin als Verlagsbereichsleiter und Prokurist im Verlag C.H. Beck tätig. Von 2009 bis 2022 war Knauer Partner in der Kanzlei Ufer Knauer Rechtsanwälte in München. Zum Jahr 2023 gründete er zusammen mit zwei Kollegen die Kanzlei Knauer Partnerschaft von Rechtsanwälten mit Standorten in München, Berlin und Frankfurt.
Im März 2015 wurde er zum Honorarprofessor für die Fachgebiete Wirtschaftsstrafrecht und strafrechtliche Revision an der Ludwig-Maximilians-Universität München ernannt. Zudem ist er Prüfer in der Ersten Juristischen Staatsprüfung.

## Anwaltliche Tätigkeit (Auswahl)
Knauer verteidigte unter anderem im sogenannten Wildmoser/Allianz-Arena-Verfahren, im sogenannten Siemens-Verfahren und war in den Korruptionsverfahren um Ferrostaal sowie Krauss-Maffei und MAN als Individualverteidiger mandatiert. Als Ombudsmann der Deutschen Bahn AG nahm Knauer als unabhängige Vertrauensperson interne und externe Hinweise auf Korruption entgegen. Er berät und vertritt insbesondere Kreditinstitute und deren Führungskräfte in strafrechtlichen und aufsichtsrechtlichen Fragen. So war Knauer unter anderem im Zusammenhang mit dem sogenannten Kirch-Prozess für die Deutsche Bank tätig.
Er vertritt insbesondere Kreditinstitute und deren Führungskräfte in strafrechtlichen und aufsichtsrechtlichen Fragen (u. a. bezüglich der sogenannten Cum/Ex-Transaktionen seit 2011 den Aufsichtsrat der UniCredit Bank AG sowie die Commerzbank AG, HSH Nordbank AG und UniCredit Bank AG betreffend der Panama-Papers).
In der Revision verteidigte er in zahlreichen wichtigen Verfahren, beispielsweise im Fall Karl-Heinz Schreiber.
2011 wurde er in der Wirtschaftswoche von einer unabhängigen Jury in das Ranking der 25 führenden Wirtschaftsstrafrechtler in Deutschland gewählt. 2013, 2014, 2015 und 2016 wurde Knauer für den Bereich Strafrecht bzw. Wirtschaftsstrafrecht in die FOCUS-Liste „Deutschlands Top-Anwälte“mit aufgenommen. Laut JUVE-Handbuch 2022/2023 gilt er bei Wettbewerbern als „fachlich und rhetorisch brillant“, „extrem stark, hervorragende Führung komplexer Mandatet“ und als „starker Stratege“, „große Erfahrung“ und „gut vernetzt“. Er ist seit 2019 Vorsitzender des Vorstandes der Münchener Juristischen Gesellschaft (MJG). Zudem ist er seit 2020 Vorsitzender des Ausschusses Strafprozessrecht der Bundesrechtsanwaltskammer (BRAK) und Mitglied der AG Rechtsstaat der BRAK. Er ist seit Juni 2022 Mitglied des Vorstandes der Rechtsanwaltskammer München und seit Dezember 2022 Vizepräsident.

## Veröffentlichungen (Auswahl)
- Zum Wesen und Zweck der Revision (um Fußnoten ergänzte Schriftfassung der Antrittsvorlesung zur Verleihung einer Honorarprofessur für Wirtschaftsstrafrecht und strafrechtlichen Revision durch die Ludwig-Maximilians-Universität München, gehalten am 17. Juli 2015), NStZ 2016, 1[10]
- Wirtschaftsstrafverfahren, Absprachen und die Staatsanwaltschaft – Abgesang auf eine langjährige Praxis?, Festschrift für Bernd von Heintschel-Heinegg zum 70. Geburtstag am 24. Juni 2015, herausgegeben von Karin Gierhake, Jan Bockemühl, Henning ernst Müller, Tonio Walter, Verlag C.H. Beck, S. 243 ff.[11]
- Kommentierung der §§ 203-205, 211, 212, 216, 218, 218a, 218b, 218c, 219, 219a, 219b, 222-229 StGB und §§ 95-98j AMG (zusammen mit Johannes Bose) in Spickhoff, Medizinrecht, Verlag C.H. Beck, Aufl. 2014, ISBN 978-3-406-65753-5
- Kapitel: Strafrechtliche Verantwortung im Unternehmen, gemeinsam mit Simone Kämpfer in: Klaus Volk (Hrsg.), Münchener Anwaltshandbuch Verteidigung in Wirtschafts. und Steuerstrafsachen, Verlag C.H. Beck, 2. Aufl. 2014, S. 55 ff., ISBN 978-3-406-64369-9
- Die strafrechtliche Haftung von Justiziaren, Innen-Revision und Compliance-Officers (Berliner Straßenreinigung – 5 StR 394/08) in Schulz/Reinhart/Sahan (Hrsg.), Festschrift für Imme Roxin zum 75. Geburtstag am 15. Mai 2012, S. 465 ff.
- Interne Ermittlungen (Teil II) – Konkrete Fragen der Durchführung, ZWH 2012[12], S. 81–88
- Interne Ermittlungen (Teil I) – Grundlagen, ZWH 2012[13], S. 41–48
- Der Arzt, die Kommunikation und das Strafrecht, Aspekte der ärztlichen Schweigepflicht unter besonderer Berücksichtigung von Supervision, ärztlichem Konsil und Sachverständigentätigkeiten in Dölling/Götting/Meier/Ferrel (Hrsg.), Festschrift für Heinz Schöch, 2010, ISBN 978-3-89949-606-2
- Unternehmensinterne (Vor-)Ermittlungen – was bleibt von nemo-tenetur und fair-trial? (gemeinsam mit Erik Buhlmann), in Anwaltsblatt 2010[14], S. 387 ff.
- Zur Wahrheitspflicht des (Revisions-) Verteidigers, Revision und die gesamten Strafrechtswissenschaften, Festschrift für Gunter Widmaier zum 70. Geburtstag am 28. September 2008, herausgegeben von Heinz Schöch, Helmut Satzger, Gerhard Schäfer, Alexander Ignor und Christoph Knauer,[15] S. 219 ff., ISBN 978-3-452-26938-6
- Restriktives Normverständnis nach dem Korruptionsbekämpfungsgesetz, gemeinsam mit Johannes Kaspar, in: Goldthammer's Archiv für Strafrecht (GA) 2005, S. 385 ff.
- Kollegialentscheidung und Strafrecht, Verlag C.H. Beck, 2001 (zugleich Dissertation Jur. 2000), ISBN 978-3-406-48291-5

## Herausgeberschaften
- Mitherausgeber des Münchener Kommentars zur Strafprozessordnung (gemeinsam mit Hans Kudlich und Hartmut Schneider), Verlag C.H. Beck, Band 1 erschienen 2014, ISBN 978-3-406-64680-5
- Mitherausgeber der Neuen Zeitschrift für Strafrecht (NStZ)[16], Verlag C.H. Beck, München
- Mitherausgeber der Juristischen Arbeitsblätter, JA, Luchterhand-Verlag, (2006 bis 2007)
- Herausgeberschaft des Bandes „Medizinstrafrecht“ (herausgegeben von Claus Roxin, Ulrich Schroth, i. V. m. Harald Niedermair und Christoph Knauer), Boorberg-Verlag, 1. Aufl. Stuttgart 2000; 2. Aufl. 2001